# 中野郵便局
中野郵便局（なかのゆうびんきょく）は、東京都中野区にある郵便局。民営化前の分類では集配普通郵便局であった。

## 概要
住所：〒164-8799 東京都中野区中野2-27-1

### 併設施設
- ゆうちょ銀行中野店（本店中野出張所）：取扱店番号011390

### 分室
分室はなし。過去に存在した分室は以下のとおり。
- 野方分室 - 1964年（昭和39年）に廃止。代替として中野北郵便局が設置された。

## 沿革
- 1882年（明治15年）9月 - 中野郵便受取所として開設。同年、中野郵便分局となる[1]。
- 1883年（明治16年）7月11日 - 中野郵便支局となる[1]。
- 1885年（明治18年）9月1日 - 中野郵便局（四等）となる。貯金預所を設置[1]。
- 1890年（明治23年）10月16日 - 為替取扱所を設置[1]。
- 1897年（明治30年）3月28日 - 中野郵便電信局となる[1]。
- 1903年（明治36年）4月1日 - 通信官署官制の施行に伴い中野郵便局となる[1]。
- 1950年（昭和25年）8月20日 - 中野区野方町一丁目から同区城山町に移転[2]。同日、野方町一丁目に「野方分室」を設置[3]。
- 1956年（昭和31年）12月1日 - 当局ならびに野方分室にて、電話通話事務の取扱を開始。
- 1957年（昭和32年）2月25日 - 当局ならびに野方分室にて、和文電報受付事務の取扱を開始。
- 1964年（昭和39年）5月11日 - 野方分室を廃止。同日、中野北郵便局を設置。
- 1972年（昭和47年）11月4日 - 中野区中野一丁目から同区中野二丁目に移転。なお、この移転先はかつての中野区役所旧庁舎だった。
- 1993年（平成5年）7月1日 - 外国通貨の両替および旅行小切手の売買に関する業務の取扱を開始。
- 2007年（平成19年）10月1日 - 民営化に伴い、併設された郵便事業中野支店、ゆうちょ銀行中野店に一部業務を移管。
- 2012年（平成24年）10月1日 - 日本郵便株式会社発足に伴い、郵便事業中野支店を中野郵便局に統合。

## 取扱内容

### 中野郵便局
- 郵便、印紙、ゆうパック、内容証明
- 生命保険、バイク自賠責保険、自動車保険
- 中野区内の一部地域（〒164-xxxx）の集配業務
- ゆうゆう窓口

### ゆうちょ銀行中野店
- 貯金、貸付、為替、振替、振込、国際送金、外貨両替、トラベラーズチェック、国債、投資信託、変額年金保険、スルガ銀行の個人ローンの申込
- ATM

## 風景印
- 図柄は中野サンプラザと哲学堂公園。局名表記は「中野」
- 使用開始日は1975年（昭和50年）11月1日

## 周辺
- 中野区桃園地域センター
- 中野総合病院
- 新渡戸文化短期大学
- 西武信用金庫本店

## アクセス
- JR中央本線、東京メトロ東西線 中野駅（南口）から徒歩約6分
- 東京メトロ丸ノ内線 新中野駅から徒歩約11分
- 京王バス 中野総合病院停留所下車
- 首都高中央環状線 中野長者橋出入口から北西へ約2km
- 大久保通り沿い
- 駐車場あり：9台